# Černý vrch (Šluknovská pahorkatina)
Černý vrch (německy Schwarzhübel) je kopec o nadmořské výšce 503 m, který leží v Mikulášovicích v Ústeckém kraji.

## Charakteristika
Vrch náleží ke geomorfologickému celku Šluknovská pahorkatina, jeho okrsku Šenovská pahorkatina a podokrsku Mikulášovická pahorkatina. Geologické podloží tvoří střednězrnný lužický granodiorit. Půdním pokryvem je převážně dystrická kambizem, podél vodních toků je zastoupena kambizem oglejená a modální glej. Na jižním svahu pramení Räumichtbach a na západním vedlejší přítok Strážného potoka, které patří k povodí Křinice. Na severovýchodním svahu pramení přítok Mikulášovického potoka, který náleží k povodí Sebnice. Celý vrch patří k povodí Labe a úmoří Severního moře. Černý vrch je zalesněn silně poškozeným, převážně jehličnatým lesem, který ve vrcholové části přechází v les listnatý. Po severovýchodním svahu prochází Zlodějská stezka, po které vede modře značená turistická trasa. Z ní odbočuje zelená trasa, která přes česko-německou státní hranici směřuje k Wachbergu (497 m).

## Galerie

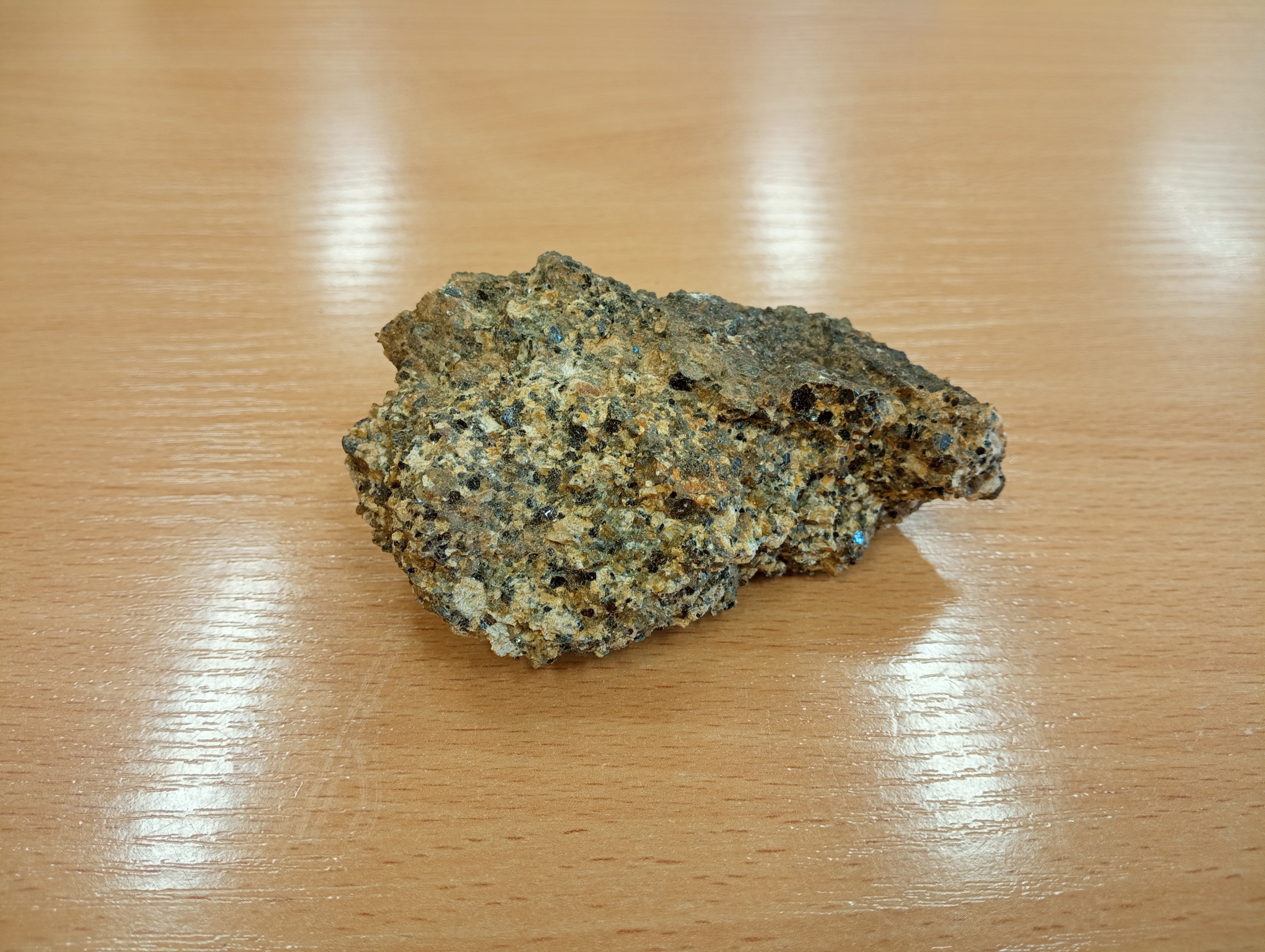
Lužický granodiorit